# Anogmus bulgaricus
Anogmus bulgaricus är en stekelart som beskrevs av Boucek 1971. Anogmus bulgaricus ingår i släktet Anogmus och familjen puppglanssteklar.
Artens utbredningsområde är Bulgarien. Inga underarter finns listade i Catalogue of Life.